# موزه تاریخ طبیعی لس آنجلس

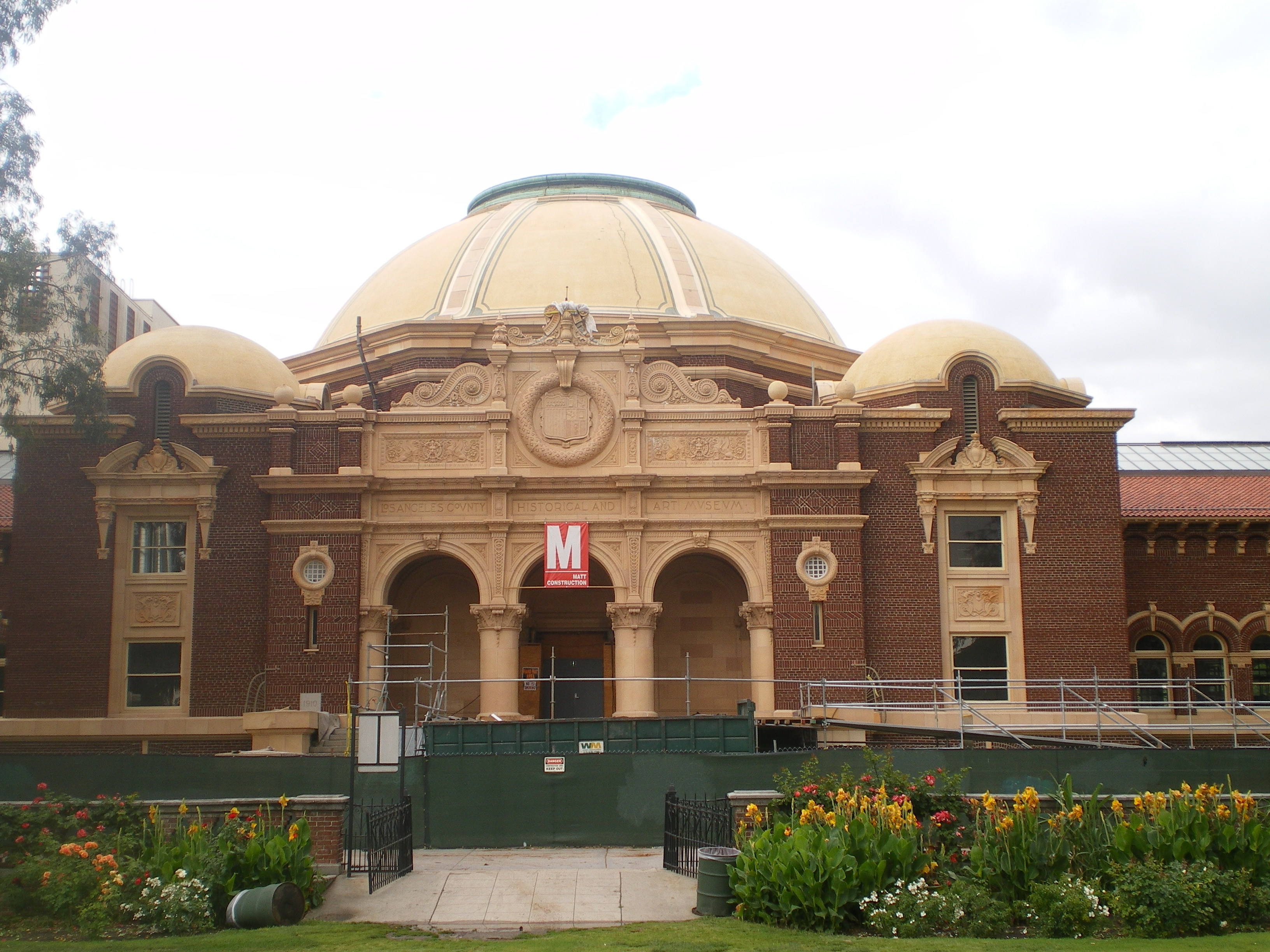

موزه تاریخ طبیعی شهرستان لس آنجلس (به انگلیسی: Natural History Museum of Los Angeles County) یکی از مشهورترین موزه‌های ایالات متحده آمریکا و جهان است و در لس آنجلس قرار دارد.
این موزه در ۱۹۱۳ تأسیس شد.

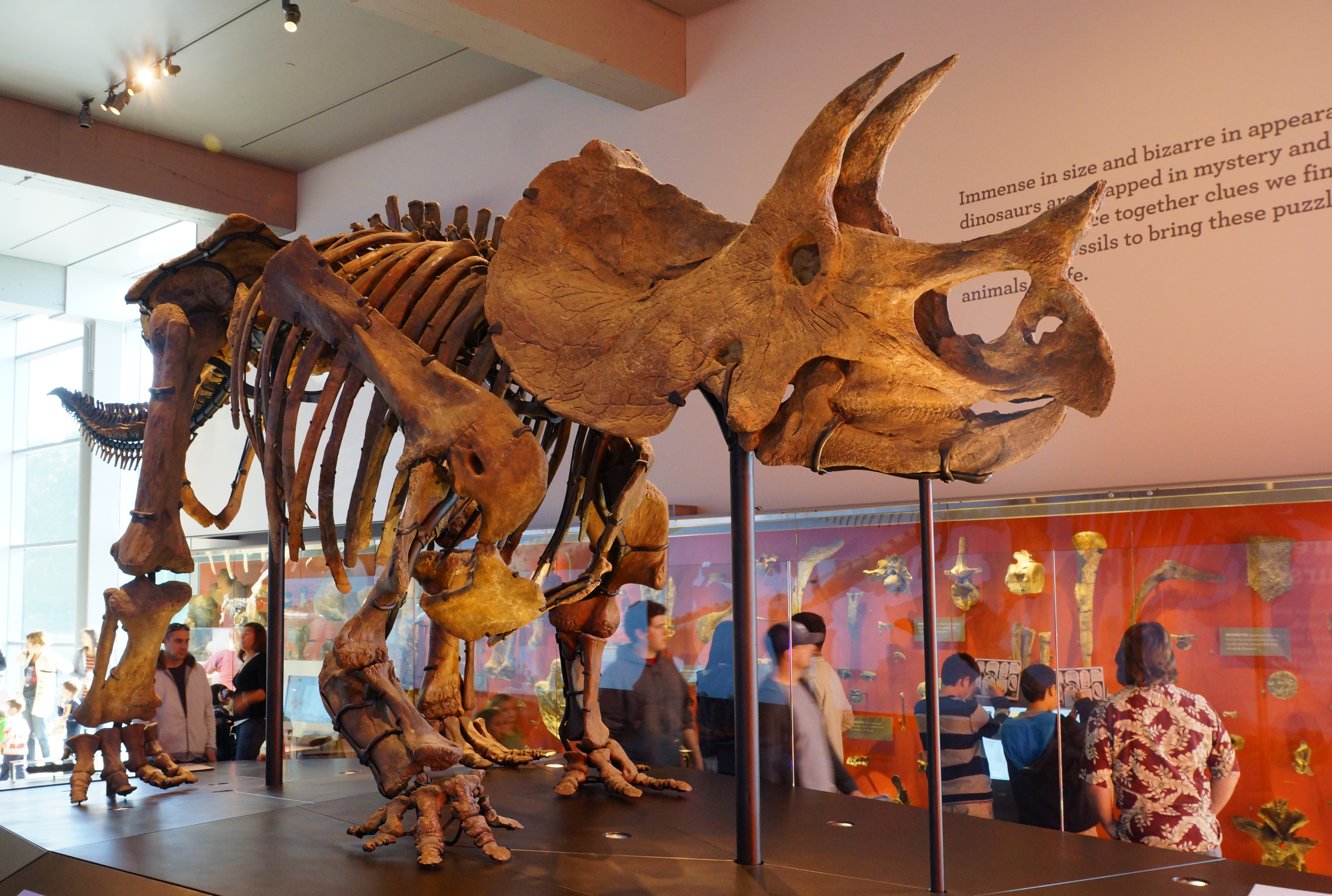
سه‌شاخ‌چهره

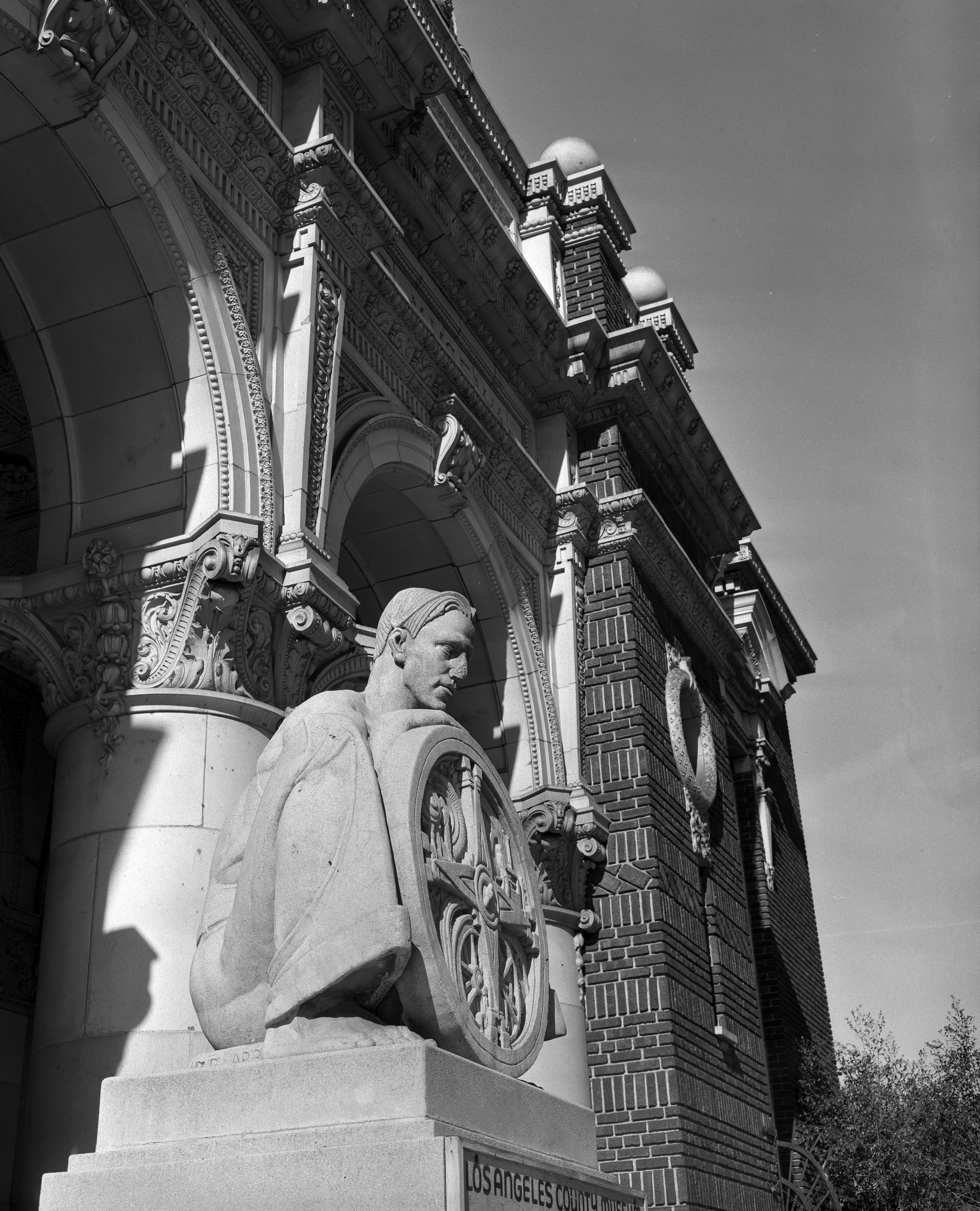
عکس موزه در سال ۱۹۵۶

در سال ۲۰۱۱ دانشمندان موزه تاریخ طبیعی لس آنجلس اعلام کردند که بقایای یک کرگدن را در تبت کشف کرده‌اند که به دوران قبل از عصر یخبندان بازمی‌گردد.

## وبگاه رسمی
- www.nhm.org